# Adelaide av Paris
Adelaide av Paris, född 850 eller 853, död 10 november 901 i Laon, var drottning av Västra Franken (Frankrike); 875 gift med kung Ludvig den stammande och mor till kung Karl den enfaldige.

## Biografi
Adelaide var dotter till greve Adalard av Paris; hon var barnbarnsbarn till greve Bégon av Paris och kung Ludvig den frommes utomäktenskapliga dotter Alpaïs. 
Hon valdes ut som brud åt tronföljaren Ludvig av sin svärfar, Karl den skallige, trots att Ludvig i hemlighet hade gift sig med Ansgarde av Burgund mot sin fars vilja och hade två barn med henne. Karl fick då påven Johannes VIII att ogiltigförklara Ludvigs första äktenskap, varpå Ludvig tvingades gifta sig med Adelaide i februari 875. Även detta äktenskap ifrågasattes dock av påven på grund av deras släktskap, vilket gjorde att påven vid Ludvigs kröning den 7 september 878 vägrade att kröna även Adelaide. 
Då Ludvig avled 10 april 879 hade han ingen arvtagare med Adelaide, men hon var gravid och födde 17 september 879 en son. Födseln ledde till en konflikt med Ludvigs första fru Ansgarde och dennas söner, som anklagade Adelaide för äktenskapsbrott och övertog tronen. Adelaide i sin tur anklagade ifrågasatte Ansgardes söners rätt till tronen. Adelaide vann rättsprocessen, men tronen behölls av Ansgardes söner Karloman och Ludvig fram till deras död utan arvingar 882 och 884. Odo av Paris och Karl den tjocke gjorde sedan anspråk på tronen. Först 898 kunde hennes son Karl bestiga tronen; Adelaide deltog då i hans kröning.